# Russennetwants
De russennetwants (Agramma laetum) is een wants behorend tot der Netwantsen. Hij komt voor op planten uit de Russenfamilie en de Cypergrassenfamilie. 

## Kenmerken
De beestjes zijn 1,8 tot 2,5 millimeter lang. In tegenstelling tot de andere netwantsen is de zijrand van het pronotum niet verlengd en gestructureerd als een net. Het pronotum mist ook de typische kiel zoals bij andere netwantsen. De kop, de antennes en het midden van het pronotum zijn zwart, de hemielytra en het voorste deel van het pronotum zijn geelbruin. De poten zijn roodachtig van kleur. 
In Noord-Duitsland vindt men alleen exemplaren met verkorte (brachypterische) vleugels, in het zuiden daarentegen komen volledig gevleugelde (macroptere) dieren zelden voor.

## Verspreiding en leefgebied
De soort komt voor in West- en Midden-Europa en Scandinavië met uitzondering van Finland. In Midden-Europa komt het slechts af en toe voor, maar plaatselijk kan het zeer algemeen zijn. De wants komt voor van de laaglanden tot in de bergen. In Groot-Brittannië is komt hij voor in het zuiden en is hij zeldzaam. In Noord-Duitsland vestigen zich vooral natte habitats zoals heidevelden en natte weilanden, maar ook droge habitats zoals kalk- en zandgraslanden, duinen en droge open plekken in het bos. Ze komen ook voor in door zout aangetaste gebieden.

## Levenswijze
De dieren voeden zich met verschillende planten uit de Russenfamilie en de Cypergrassenfamilie. In bossen worden ze met name gevonden op Veldbies (Luzula). Ze zijn te vinden aan de voet van grassen of in de bloeiwijzen. Op grotere hoogten en in het noorden van hun verspreidingsgebied wordt één generatie per jaar gevormd. In warme en droge zuidelijke habitats is er een tweede generatie per jaar. De winterslaap vindt plaats als een imago. De vrouwtjes steken hun eitjes diep in het weefsel van de waardplanten.